# 阿尔泰蒲公英
阿尔泰蒲公英（学名：[Taraxacum altaicum] 错误：{{Lang}}：文本有斜体标记（帮助））为菊科蒲公英属的植物。其种加词“altaicum”意为“阿尔泰的”。分布于俄罗斯、哈萨克斯坦以及中国大陆的新疆等地，生长于海拔2,000米至2,500米的地区，多生长在森林草甸，目前尚未由人工引种栽培。